# Luxemburgs fästning

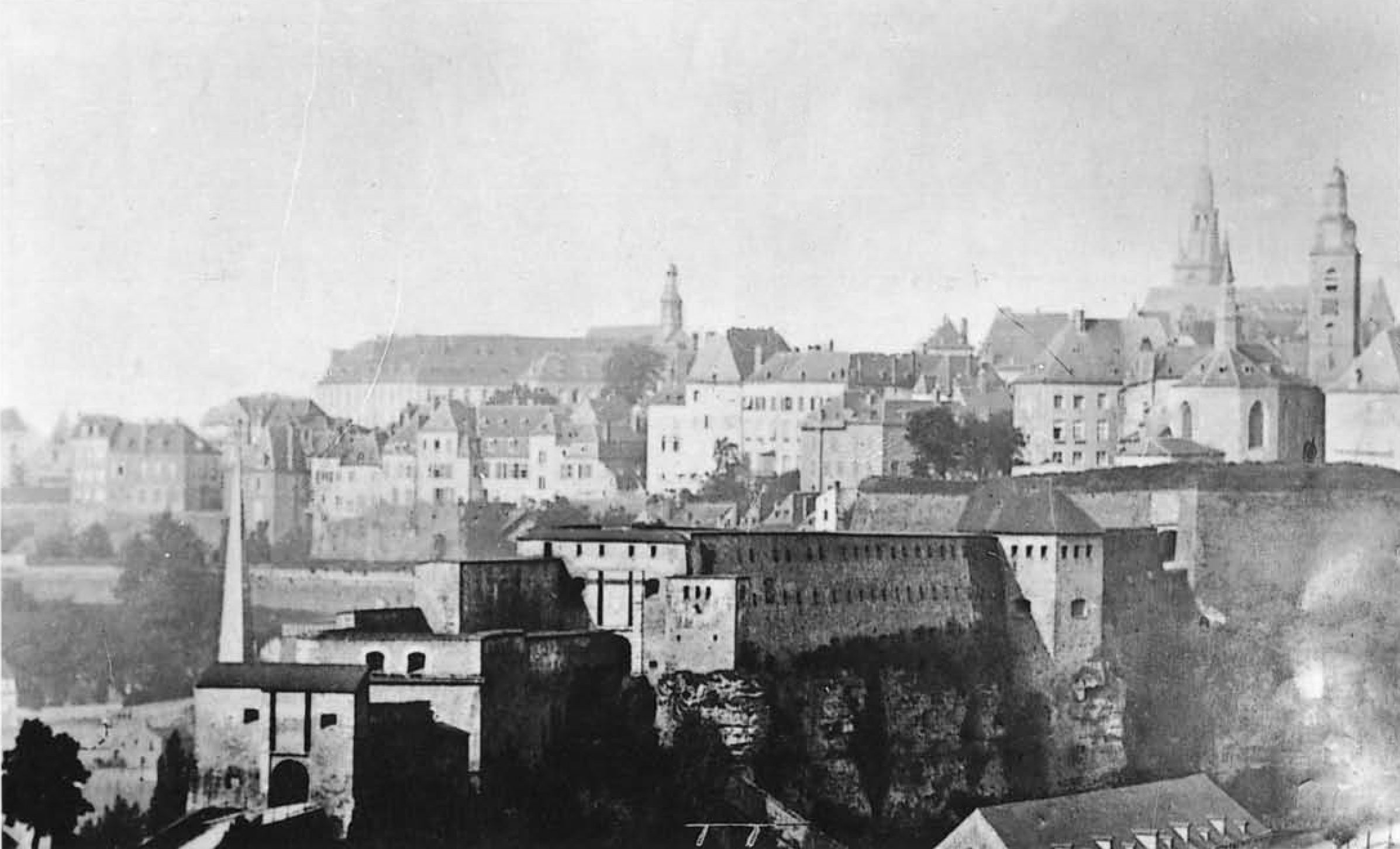
Luxemburgs fästning rivningsåret 1867.

Luxemburgs fästning (tyska: Festung Luxemburg, luxemburgiska: Festung Lëtzebuerg, franska: Forteresse de Luxembourg) var de strategiskt viktiga befästningar, som omgav Luxemburgs stad fram tills de flesta delarna revs 1867. Fästningen, som vid renässansens slut var en av de starkaste i Europa, kallades även för "Norra Europas Gibraltar" och var strategiskt viktig för kontrollen över regionen Nederländerna, samt andra områden väster om Rhen inklusive Frankrikes gränser mot de tyska staterna.
Genom fördraget i London 1867 övergavs fästningen, som började rivas. 1994 upptogs ruinerna på världsarvslistan.

### Fotnoter
1. ↑  World Heritage List - Luxembourg.  UNESCO, 1 oktober 1993. Läst 17 maj 2014.